# Idioma ingrio
El idioma ingrio es una lengua ugrofinesa hablada por los ingrios (en particular, ortodoxos). En el censo de 2002 se contaban unos 362 hablantes, la mayoría de ellos de edad avanzada; en el censo de 2010 aparecían sólo 120 hablantes
No debe ser confundido con los dialectos finlandeses surorientales que se hablan en Ingria, debido a que el finlandés se convirtió en lengua de dicho territorio en el siglo XVII, a causa de la inmigración de luteranos finlandeses a la región (sus descendientes son conocidos como ingrios fineses), promovida por Suecia que había ganado Ingria a los rusos en 1617, pues la población local era ortodoxa.
- Datos: Q33559
- Multimedia: Izhorian language / Q33559